# 이혜영 (1971년)
이혜영(1969년 12월 22일~ )은 대한민국의 가수, 배우,  화가, 방송인이다.
1990년 언더그라운드 라이브 클럽에서 록 음악 가수 첫 데뷔하였고 1992년 혼성 3인조 그룹 〈1730〉으로 가요계에 정식 데뷔하였다.
1994년 그룹 ZAM 출신의 윤현숙과 코코라는 그룹을 결성하여 2인조 여성 그룹의 멤버로 활약했다. 7년간 연애한 룰라 출신 가수 이상민과 2004년 6월 19일에 결혼했으나 2005년에 이혼했다. 현재는 패션사업에 뛰어들어 사업가로서의 수완을 보이며 미싱도로시를 론칭한 후, 승승장구하고 있다. 패션, 뷰티 쪽에 관심이 많아 2009년에 관련서적을 출판하였다. 참고로 이혜영은 출생 신고가 1년 늦어, 주민등록상에는 1970년생이라고 되어 있다고 한다. 

## 출연작

### TV 드라마
- 1995년 KBS2 《바람의 아들》... 허미숙 역
- 1996년 KBS2 《파파》 ... 윤혜원 역
- 1996년 KBS2 《드라마게임 - 선글라스를 낀 1004》 .... 복희 역
- 1996년 KBS2 《신고합니다》 ... 고은실 역
- 1996년 KBS2 《첫사랑》 ... 박신자 역
- 1997년 KBS2 《오늘은 왠지》
- 1997년 MBC 《예감》 ... 유림 역
- 1998년 SBS 《파트너》
- 1999년 KBS2 《일요베스트 - 너희가 부모를 아느냐》
- 1999년 MBC 《왕초》 ... 까마귀 역
- 1999년 MBC 《안녕 내 사랑》 ... 임정애 역
- 1999년 SBS 《맛을 보여드립니다》 ... 이혜남 역
- 2002년 KBS2 《잘난 걸 어떡해》
- 2003년 SBS 《형사》 ... 이혜영 역
- 2004년 SBS 《마지막 춤은 나와 함께》 ... 강현정 역
- 2007년 KBS2 《달자의 봄》 ... 위선주 역
- 2007년 MBC 《김치 치즈 스마일》 ... 신혜영 역
- 2012년 KBS2 《넝쿨째 굴러온 당신》 ... 이혜영 역(특별 출연)

### 뮤지컬
- 2001년 《시카고》

### 영화
- 1995년 《꼬리치는 남자》 ... 경아 역
- 1997년 《박대박》 ... 김미정 역
- 2000년 《이프》 ... 박하영 역
- 2002년 《해적, 디스코왕 되다》 ... 애란 역
- 2006년 《애정결핍이 두 남자에게 미치는 영향》 ... 미미 역

### 예능
- 1994년 SBS 《TV가요 20》 진행
- 1994년 KBS2 《TV는 사랑을 싣고》 게스트
- 1995년 KBS2 《가족오락관》 게스트
- 2000년 KBS1 《가족오락관》 게스트
- 2005년~2006년 KBS2 《해피선데이 - 여걸 6》 고정멤버
- 2007년 MBC 《황금어장- 무릎팍도사》
- 2010년 MBC 《무한도전》 도전! 달력모델 3편
- 2011년 KBS2 《해피선데이- 1박2일》 여배우 특집 편
- 2011년 Onstyle 《스타일 매거진》
- 2011년 TV조선 《스타일쇼 이혜영의 여자》
- 2012년 MBC every1 《무작정패밀리》
- 2018년 MBC 《황금어장 라디오스타》
- 2018년 tvN 《인생술집》 80화, 81화 게스트
- 2020년 MBC 《황금어장 라디오스타》
- 2023년 JTBC 《짠당포》
- 2023년 KBS2 《옥탑방의 문제아들》 235회
- 2023년  MBC 《라디오스타》

### 광고
- 메이폴
- 미스미스터
- 1994 럭키 인터뷰 무스 스프레이 - 코코(이혜영 윤현숙)
- 1996 롯데웰푸드 칙촉
- 1997 피어리스 - 드방세 UV 클리어 화이트
- 1997 피어리스 - 에센스 메이크업
- 1997 피어리스 - 리조트 팩트
- 1997 피어리스 - 수키 아이섀도
- 2005 이랜드 리테일 - 뉴코아 아울렛
- 2009 한국야쿠르트 - 하루야채
- 2010 한국파프리카 생산자 자조회 - 파프리카
- 2012 반디샵 - 반디 네일 큐어 핑크 다이아

## 기타

### 서적
- 2009년 《이혜영의 뷰티 바이블》

### 음반
- 1993년 Coco 1집 《그리움으로 지는 너》
- 1994년 Coco 2집 《그 느낌 속의 너》
- 2000년 1집 《Her First Sence》

## 수상 경력
- 1996년 KBS 연기대상 여자 신인상《첫사랑》
- 1997년 제33회 백상예술대상 TV부문 여자 신인연기상 《첫사랑》
- 1997년 MBC 연기대상 여자 인기상 《예감》
- 1997년 MBC 연기대상 연기자부문 특별상 《예감》
- 2009년 MBC 연기대상 여자 우수연기상 《내조의 여왕》

## 학력
- 선화여자중학교 (졸업)
- 신명여자고등학교 (졸업)
- 인천전문대학 경영학과 88학번 (중퇴)